# Ashigara (cruzador)
O Ashigara (足柄) foi um cruzador pesado operado pela Marinha Imperial Japonesa e a quarta e última embarcação da Classe Myōkō, depois do Myōkō, Nachi e Haguro. Sua construção começou em abril de 1925 nos estaleiros da Kawasaki em Kobe e foi lançado ao mar em abril de 1928, sendo comissionado na frota japonesa em agosto do ano seguinte. Era armado com uma bateria principal de dez canhões de 203 milímetros em cinco torres de artilharia duplas, tinha um deslocamento de quase quinze mil toneladas e alcançava uma velocidade máxima de 35 nós.
O Ashigara teve uma carreira sem incidentes durante seus primeiros anos de serviço. Ele foi designado para servir no Distrito Naval de Sasebo junto com seus três irmãos, formando a 4ª Divisão da 3ª Frota. Suas atividades na década de 1930 consistiram principalmente de exercícios e treinamentos de rotina. Ele passou por reformas a partir de 1936 em que seu armamento secundário foi aprimorado, dentre outras mudanças. Depois de voltar ao serviço, o cruzador voltou para sua rotina normal de treinamentos e ajudou a transportar tropas para a Segunda Guerra Sino-Japonesa.
Na Segunda Guerra Mundial, participou da invasão das Filipinas em dezembro de 1941 e no ano seguinte envolveu-se nas batalhas do Mar de Java, Mar de Coral e Midway, além de em várias operações na Campanha de Guadalcanal. Ele passou a maior parte de 1943 e 1944 navegando entre diferentes bases, mas participou em outubro da Batalha do Golfo de Leyte. Depois disso passou meses transportando tropas para a Índias Ocidentais Holandesas e o Golfo de Bengala até junho de 1945, quando foi afundado depois de ser torpedeado pelo submarino HMS Trenchant.